# Río Pitarque
El río Pitarque es un curso de agua del interior de la península ibérica, afluente del Guadalope. Discurre por la provincia española de Teruel, en Aragón.

## Descripción
Discurre por la provincia de Teruel. El río tiene su origen en Fortanete, si bien su curso superficial desaparece y vuelve a reaparecer cerca de la localidad homónima, en el monumento natural del Nacimiento del Río Pitarque. Desde ahí discurre hacia el noreste, hasta terminar desembocando en el río Guadalope. Aparece descrito en el decimotercer volumen del Diccionario geográfico-estadístico-histórico de España y sus posesiones de Ultramar de Pascual Madoz de la siguiente manera:

PITARQUE: r. en la prov. de Teruel, part. jud. de Aliaga. Tiene su origen en el térm. jurisd. del pueblo de su mismo nombre. El caudal de sus aguas es de mediana consideracion, pero de muy buena calidad, utilizándose en beneficio de varias huertas del pueblo de Pitarque. Su curso es al NE. en busca del r. Guadolope, en el que desagua por el térm. de Montoro.
(Madoz, 1849, p. 73)

Pertenece a la cuenca hidrográfica del Ebro y sus aguas acaban vertidas en el mar Mediterráneo. 